# Рышканы
Рышка́ны (также Рышкань; рум. Rîşcani, нем. Ryschkanowka) — город в Молдавии, центр Рышканского района. В состав города входят сёла Новый Балан и Рамазан.

## История
Населённый пункт ведет свою историю с 1602 года, когда в источниках было упомянуто поселение Копэчень. С 1812 года в составе Российской империи. В 1860-е годы населённые пункты Копэчень, Иванушка и Нигорень были объединены в село, получившее название Рышканы в честь владельца — боярина Егора Рышкану. 26 августа 1940 года село получило статус посёлка городского типа, а в 1994 году — города.

## Экономика
Во времена Молдавской ССР в Рышканах действовали заводы (сыродельный, эфирномасличных культур, стройматериалов, по производству радиокомпонентов «Аргон») и совхоз-техникум эфирномасличной и табачной промышленности.

## Население
В 1897 году в Рышканах проживало 3246 человек, из них 67 % — евреи.
По состоянию на 1 января 2018 года численность населения составляла 13 000 жителей .

## Известные рышканцы
- Поэт Мордхэ Гольденберг учительствовал в Рышканах.
- Писатель Айзик Рабой вырос в Рышканах.
- Поэт Евгений Никитин родился и провёл детство в Рышканах.
- Бразильский теоретик театра и критик Жако Гинзбург родился в Рышканах.
- Яков Давидович Березин — советский инженер-энергетик, участник Гражданской войны.
- Представителем бессарабских немцев является бывший президент Германии Хорст Кёлер. Его родители жили до переселения в 1940 году в немецкой колонии Рышканы.
- Писательница Полянская, Мина Иосифовна.

- Рошка, Диана Дмитриевна . Чемпионка мира по парикмахерскому мастерству